# Верещак Олександр Петрович
Олекса́ндр Петро́вич Вереща́к — український науковець, фахівець у галузі радіотехніки, кандидат технічних наук (1991), доктор технічних наук (2010-ті), професор (2005). Лауреат державної премії України в галузі науки і техніки (1996), нагороджений орденами «За заслуги» 3-го (2001), 2-го (2005) та 1-го (2009) ступенів, заслужений машинобудівник України (1995).

## З життєпису
1972 року закінчив Харківський інститут радіоелектроніки, 1993-го — Академію народного господарства при уряді РФ.
Протягом 1966—1981 років працював на виробництві — Харківський приладобудівний завод ім. Т. Г. Шевченка, пройшов шлях від інженера до начальника виробництва.
З 1981 року — у харківському НДІ радіотехнічних вимірювань, обіймав посади заступника головного інженера, головного інженера. Від 1997 року — директор НДІ радіотехнічних вимірювань, голова правління.
За його керівництва вирішуються питання і оборонного комплексу. Зокрема, радіотехнічні прилади, спроектовані і виготовлені працівниками інституту, використовувалися на космічних станціях «Салют» і «Мир», на ракеті-носієві «Енергія».
Забезпечував реалізацію Державної космічної програми по формуванню та підготовці технічних засобів комплексу, що використовувався для управління польотом космічного апарата «Січ-1».
Зумів налагодити в НДІ виготовлення сучасних діагностичних і терапевтичних засобів.
Наукові зацікавлення:
- створення систем керування нафтопереробними установками та сенсорної апаратури для потреб паливно-енергетичного комплексу
- запровадження супутникових навігаційних технологій у господарство України.

### Серед робіт
- «Застосування апаратури супутникової навігації та орієнтації в контурі управління з рухомими об'єктами», 1997
- «Сучасні технології на залізничному транспорті», 2000
- «Сон, його розлади та електролікування», 2004

### Серед патентів
- «Спосіб імітації сеансу навігаційних вимірювань супутникових радіонавігаційних систем», 2004, співавтори Нестерович Андрій Геннадійович, Піскорж Володимир Вікторович, Рудіч Олександр Васильович, Семиволос Сергій Павлович, Усенко Петро Якович
- «Спосіб визначення параметрів руху користувача за сигналами супутникових радіонавігаційних систем», 2010, співавтори Бурдаков Сергій Миколайович, Ільченко Сергій Вікторович, Літус Юрій Павлович, Нестерович Андрій Геннадійович, Ніколаєв Андрій Вадимович, Піскорж Володимир Вікторович, Рудіч Олександр Васильович, Семиволос Сергій Павлович, Сумкін Герман Павлович, Усенко Петро Якович.